# For Di People
For Di People és un diari de Sierra Leone en krio publicat a Freetown (Sierra Leone). Va ser funda en 1983 per Paul Kamara, que ha estat el seu editor més o menys contínuament des d'aquesta data. Kamara i altres membres del personal han estat amenaçats i empresonats nombroses vegades en la història del diari, més notablement en un cas de difamació després d'un suggeriment que la condemna del president Ahmad Tejan Kabbah de 1968 pel frau el feia constitucionalment inelegible per l'alt càrrec.
Kamara fou arrestat, l'equipament fou confiscat de les oficines del diari, inclòs el cotxe de Kamara, i el diari fou clausurat durant sis mesos. El 28 de juliol de 2005 el substitut de Kamara com a editor, Harry Yansaneh, va morir a causa d'una pallissa ordenada per un membre del parlament. BBC News va descriure el cas de Kamara com un "gran interès públic amb motius de grups de drets dels mitjans de tot el món exigint el seu alliberament". El Comitè per la Protecció de Periodistes va fer una crida en nom de Kamara, igual que Reporters Sense Fronteres.
El 30 de novembre de 2005, Kamara va guanyar un recurs contra la seva condemna i va ser alliberat. Després del seu alliberament, va dir als periodistes: "l'empresonament no ha trencat el meu esperit per publicar la veritat o defensar el dret de la gent a saber".